# شعب عامر
شعب عامر حي تاريخي سابق، في مكة المكرمة، كان يقع في الجهة الشمالية للحرم المكي. تاريخيا كان شعب عامر من الأحياء التي عاصرت تاريخ مكة لقربه من الكعبة المشرفة، ويشرف الشعب على جبل خندمة الذي يحتضنه من الجهة الجنوبية، ويشتهر الشعب بقربه من أهم أسواق مكة القديمة التي تمت إزالتها وهي أسواق الغزة والجودرية وسوق الليل والخريق وحراج الغنم، وعرف الحي بأنه احتضن مقار عدة جهات حكومية منها إدارة البرق والبريد وسجن المحروق والمدرسة السعودية الابتدائية.
في الجاهلية وصدر الإسلام، كان شعب عامر لبني عامر بن لؤي بن غالب من قريش، وكان يسكنه الفارس عمرو بن ود العامري.

## التسمية
"شعب عامر أو حارة شعب عامر ينسب حسب عبدالله ابكر في كتابه: «صور من تراث مكة المكرمة» الى عامر بن لؤي، ويقال له «المجمع» لما جمع قصي بن كلاب من حرب خزاعه ورأسته قريش فجمع امرهم بعد تشتته أو يقال له «مجمعاً» وهو اسم يُدعى به قصي بعد ان جمعَ الله به القبائل من فهر وشعب عامر، ويسمى «المطابخ» حيث كانت فيه مطابخ «تبع» حين جاء الى مكة وكسى الكعبة ونحر البدن ويقال له « «شعب ابن عامر» وقد اختصر اهل مكة التسمية فسموه: «شعب عامر» وهو جزء من شعب بني هاشم.."

## إزالة الحي
خلال مراحل مشروع خادم الحرمين الشريفين الملك عبد الله بن عبد العزيز لتوسعة المسجد الحرام، تمت إزالة الحي في عام 1433 هـ، حيث تم هدم أكثر من 220 فندقاً وعمارة سكنية ومفروشة، بما فيها جامع الجفالي الشهير وعدة مدارس قديمة.
الحي المزال سيحول إلى أكبر محطة للقطارات بمكة المكرمة من بين 4 محطات تبلغ تكاليفها 64 مليار ريال لربط حركة النقل بين الحرم المكي والمشاعر المقدسة والمدينة المنورة وجدة والطائف. وكذلك لإنشاء أكبر ساحة للحرم المكي من الجهة الشمالية، بغية توسيع إطلالة الحرم المكي، وإمكانية مشاهدة البيت العتيق من مسافات بعيدة.
كان الحي أحد أهم وأغلى الأحياء الاستثمارية لإسكان الحجاج والمعتمرين في مكة المكرمة، وبلغ معدل تقديرات نزع الملكية والتعويضات ما بين 240 إلى 260 ألف ريال للمتر المربع.